# San Salvador el Verde
San Salvador el Verde (Xopalican) es una población del estado mexicano de Puebla, localizada en la parte centro oeste del estado, es cabecera del municipio del mismo nombre. 
Sus coordenadas geográficas son los paralelos 19º12'19 y 19º21'54 de latitud norte y los meridianos 98º26'54 y 98º39'18 de longitud occidental. El municipio colinda al norte con los municipios de Tlahuapan y San Matías Tlalancaleca, al suroeste con el municipio de Huejotzingo, al sur con el municipio de San Felipe Teotlalcingo, al este con el municipio de San Martín Texmelucan y al oeste con el estado de México.

## Historia
Familias procedentes de Huejotzingo se establecieron en Xopalican, en el año de 1520. Los españoles pactaron con Huejotzingo, circunstancia que obligó a los indígenas a participar en la derrota de la gran Tenochtitlán. Se establece el sistema de encomienda, se funda haciendas ganaderas y agrícolas, en su mayoría españolas. Una epidemia azota a los aborígenes, muchos deciden emigrar cuando pasa este mal, retornan al lugar y se ubican en los terrenos de Doña María Costitlán Xóchitl, quién donó su propiedad desde ese momento la población se denominó San Salvador el Verde. La cabecera municipal es la Villa de San Salvador el Verde. Originalmente se llamaba Xopalican, "lugar de color verde", cuando la fundaron grupos acolhuas, en las cercanías de Xuaxocingo, perteneció al antiguo distrito de Huejotzingo.

## Personajes ilustres
- Juan Antonio Fernández, médico juanino.
- Jerónimo Fernández Lechuga, poeta.
- Francisco Gonzáles Pavón, coronel.
- Don. Jorge A. Hernández, Jurisconsulto.
- Adolfo Bonilla, general revolucionario carracista.
- Rodolfo M. Benavides, general revolucionario carracista.

## Juntas auxiliares
- San Salvador El Verde (cabecera municipal)
- San Simón Atzizintla
- San Gregorio Aztotoacan
- San Andrés Hueyacatitla
- Analco de Ponciano Arriaga
- San Lucas El Grande
- Tlacotepec de José Manzo